# Blastomeryx gemmifer
Blastomeryx là một chi hươu xạ đã tuyệt chủng của họ Moschidae thuộc phân họ Blastomerycinae, chúng là loài đặc hữu của Bắc Mỹ trong kỷ Oligocen đến thế Miocen (24,8-10,3 mya), hiện đo được cách đây khoảng 14,5 triệu năm. Cả họ và chi này chỉ có một loài là loài Blastomeryx gemmifer. 

## Đặc điểm
Chiều dài của chúng là 75 cm (2 ft 6 in) và trông giống như một con cheo cheo hiện đại. Răng nanh của nó được kéo dài thành ngà mà nó có thể được sử dụng để cạy, nhổ cây và chống trả lại kẻ thù. Trong khi hầu hết các loài Blastomeryx (cũng như hươu xạ hiện đại) thiếu gạc, một loài Miocen muộn có khối u nhẹ trên xương sọ của nó điều này đã được giải thích như là dấu tích của sừng phôi thai.
Khối lượng cơ thể của chúng tương đối lớn. Hai mẫu vật đã được kiểm tra bởi M. Mendoza cho ra khối lượng cơ thể. Các mẫu vật đầu tiên được ước tính có trọng lượng 55,3 kg (120 lb). Các mẫu vật thứ hai được ước tính có trọng lượng 16,1 kg (35 lb). Nhìn chung vẫn chưa đủ mẫu vật để xác định chính xác khối lượng của chúng nhưng về tổng thể thì chúng là loài hươu xạ cỡ vừa.